# 하야카와 준페이
하야카와 준페이(일본어: 早川 隼平, 2005년 12월 5일 ~ )은 일본의 축구 선수로 포지션은 윙어이며 현재 J1리그 우라와 레드 다이아몬즈 소속이다.

## 구단 경력
그는 2023년 J1리그의 우라와 레즈에 입단했다. 2024년 5월 J2리그의 파지아노 오카야마로 임대 이적했다. 2024년 J2리그 5위를 기록하여 J1리그로 승격했다. 2025년 우라와 레즈로 복귀했다.